# Apollo (câble de communication sous marin)
Pour les articles homonymes, voir Apollo.

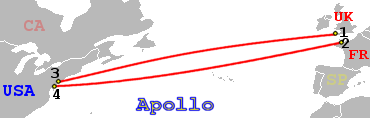
Tracé du câble de communication sous-marin Apollo.

Apollo est un câble sous-marin faisant partie de l'infrastructure de communication Europe-Amérique du Nord.

## Dispositif
Le système de communication par câble sous-marin Apollo achemine des communications transatlantiques entre l'Europe et la côte Est des États-Unis.
Il est composé d'une paire de câbles reliant respectivement Bude (Royaume-Uni) à Shirley (New York, USA) pour Apollo North et Lannion (France) à Manasquan (New Jersey, USA) pour Apollo South.
L'installation des câbles a été effectuée durant le printemps et l'été 2002.
Ces câbles mesurent environ 12 315 km et plongent à une profondeur maximale d'environ 4 500 m à 5 000 m, ils reposent en effet sur le fond de l'océan.

## Capacité de transmission
Chaque câble renferme quatre paires de fibres optiques. Le multiplexage en longueur d'onde (WDM) est utilisé, ce qui porte la capacité de transmission à 3,2 Tbit/s (80 longueurs d'onde transportant 10 Gbit/s par paire).

## Exploitation
Le système est géré par Apollo Submarine Cable System Limited, une coentreprise détenue par Cable & Wireless et Alcatel-Lucent.